# Хорал
Хорал (от латински chatus choralis - букв. „хорово пеене“) е музикален вид, възникнал на базата на средновековната западна църковна традиция. От най-ранните дни на зараждането на този музикален вид в Западната църква така наричат музикалните произведения или фрагменти, предназначени за общо хорово изпълнение по време на литургия.
Пръв типичен представител е т. нар „Григориански хорал“, който твърдо се налага в Римокатолическата църква до епохата на Ренесанса. След реформата на Мартин Лутер, така биват назовавани общите песнопения по време на богослужението.
Трябва да се отбележи, че хоралът не е със строго определена музикална форма и неговият композиторът може да го разработва произволно, доколкото се съобразява с нуждите на богослужението.
Извън богослужебната практика, мнозина композитори пишат произведения върху различни светски текстове, които наричат хорали, най-вече заради това, че спазват общата идея на хорала – възвишен текст със съответна мелодична музика. Много български композитори също прибягват към това название, например Тодор Попов при знаменития си „Хорал“ по текст на Димчо Дебелянов („Помниш, ли помниш ли...“).
- Забележка

Трябва да се отчете, че в различните европейски езици строго музикалният термин обозначава различни неща. Например анлийското Chorale се отнася към лутеранския хорал, докато немското „Choral“ обозначава именно Грегорианския хорал.